# 捞化

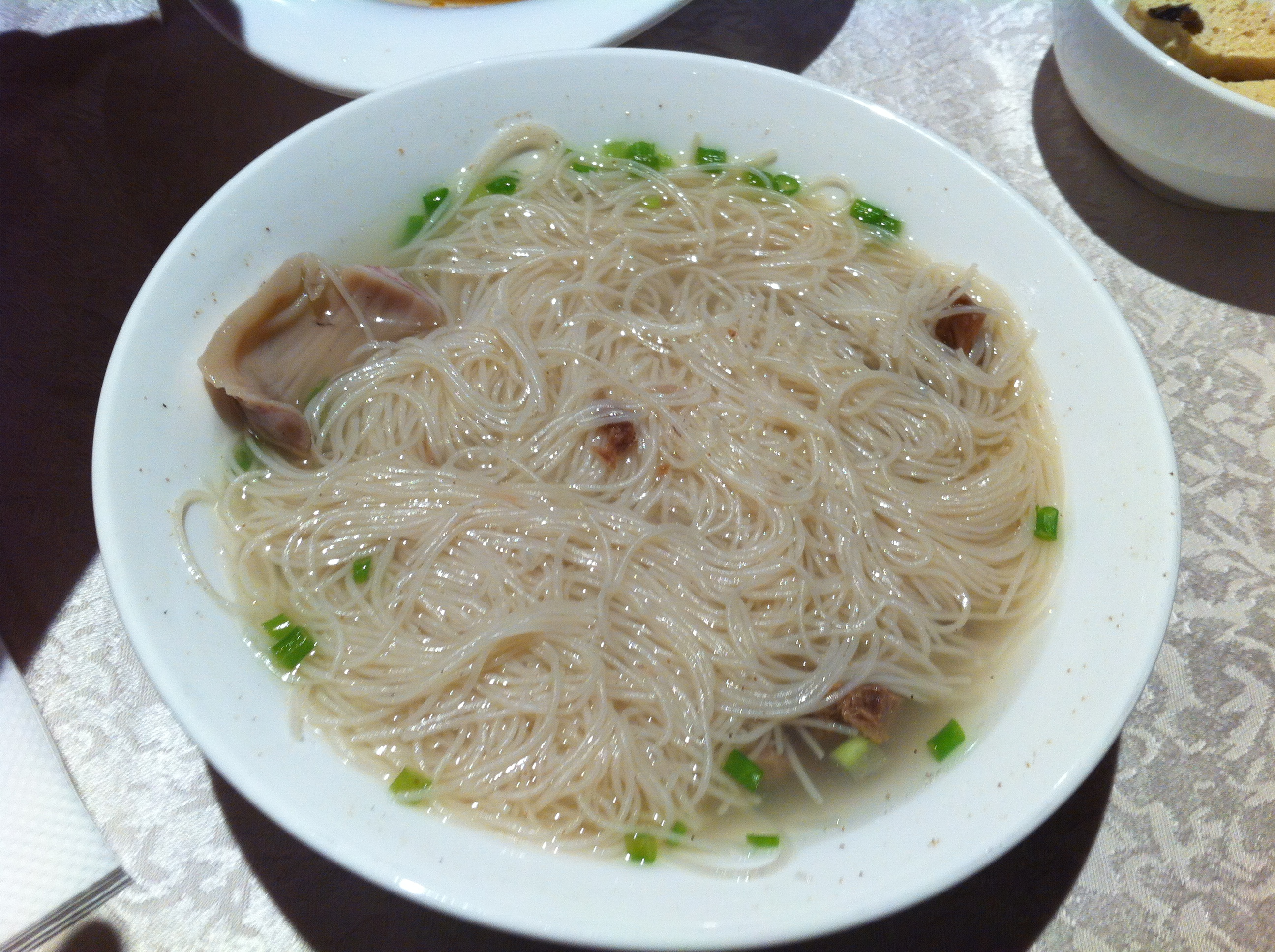
配有猪肚的捞化

捞化，全稱捞兴化粉，是著名米粉类福州小吃，屬閩菜福州菜，但已傳遍全福建。除福建外，海內外福建人社區均可發現。福建省兴化軍（今福建莆田）的米粉自北宋以来一直在福建享有盛名，米粉便使用原产莆田的兴化米粉，质地细，一捞就熟。
一般的捞化做法是采用猪骨汤或牛骨汤作为汤底，常见的配料有猪血、猪大肠、牛肚、猪腰以及各类海产。

## 做法
捞化的主要部分是兴化米粉。汤底一般是选用猪骨或牛骨文火熬制的高汤，也有使用海鲜汤底。配菜一般使用猪血、猪大肠、牛肚、猪腰等。制作时先将米粉放入沸水中汆一阵子，再将米粉放入高汤中煮。入味後捞出盛碗，淋上汤底，铺上先前旺火炒乾的配菜即可。